# Nijefurd
Nijefurd este o comună în provincia Frizia, Țările de Jos. 

## Localități componente
Hemelum, Hindeloopen, It Heidenskip, Koudum, Molkwerum, Nijhuizum, Stavoren, Warns, Workum.